# Armand Van de Velde
Armand Van de Velde (Antwerpen, 31 mei 1924 – aldaar, 4 november 1986) was een Belgisch violist.
Hij kreeg zijn opleiding aan het Koninklijk Vlaams Conservatorium in zijn geboortestad. In 1946 gaf hij samen met medestudenten een uitwisselingsconcert in de Amsterdamse Bachzaal; van het concert met Harry Cox (piano), Joanna Waayeret (1923-2012, werd pianolerares), Maria Vandecruijs (onbekend gebleven zangeres) en Louis Trichon (onbekend gebleven altviolist) deed Thea Diepenbrock verslag van in Het Parool. 
Nadat hij enige tijd verbonden was aan de Stedelijke Muziekschool Geel (vanaf 1951) was hij vanaf 1960 eerste violist en concertmeester van de De Vlaamse Filharmonie van onder meer dirigent Eduard Flipse. Vanaf 1970 was hij leraar kamermuziek aan genoemd conservatorium. Hij was namelijk ook vanaf het begin van zijn loopbaan begenadigd kamermusicus, bijvoorbeeld een strijkkwartet met Robert Hosselet (viool), Lucien Godrie (altviool) en Desiré Derissen (cello).
- Gemeinsame Normdatei: 114678757X
- International Standard Name Identifier: 0000 0000 5087 9376
- Library of Congress Control Number: nr89003508
- MusicBrainz: a969c50c-42af-4ea4-a9d4-5152b88415ad
- Nationale Bibliotheek van Israël: 987007353168805171
- Virtual International Authority File: 21987093
- WorldCat: E39PCjFpbpk8vMB4KtVYx8GtBq